# Hogan Bassey
Pour les articles homonymes, voir Bassey.
Hogan Bassey est un boxeur nigérian né le 3 juin 1932 à Calabar et mort le 26 janvier 1998.

## Carrière
Passé professionnel en 1949, il remporte le titre vacant de champion du monde des poids plumes le 24 juin 1957 après sa victoire par arrêt de l’arbitre au 10e round contre Cherif Hamia. Bassey conserve son titre face à Ricardo Moreno puis perd contre Davey Moore le 18 mars 1959. Il met un terme à sa carrière après le combat revanche qu'il perd également sur un bilan de 59 victoires, 13 défaites et 2 matchs  nuls.

## Référence
1. ↑  (en) Hogan (Kid) Bassey vs. Davey Moore (1st meeting) (boxrec.com)